# Западная подвязочная змея
Западная подвязочная змея (лат. Thamnophis proximus) — вид змей из семейства ужеобразных.
Общая длина колеблется от 60 до 90 см, иногда достигает 1,2 м. Голова узкая. Туловище стройное с килеватой чешуёй. Основной фон туловища коричневый или оливковый. По сравнению с верхом головы, губные щитки гораздо светлее. По середине спины проходит оранжевая полоса, а по бокам — кремовая или бледно-жёлтая.
Любит лесную, болотистую местность, берега озёр, тропические леса. Активна днём. Питается лягушками, головастиками, рыбой, насекомыми, червями.
Живородящая змея. Самка рождает от 4 до 27 детёнышей.
Обитает на побережье Мексиканского залива США, на север вдоль долины Миссисипи и на юг в Мексику и Центральную Америку, за исключением Панамы.